# فيهمارن
فهمارن (بالألمانية: Fehmarn) هي بلدة ألمانية تقع في ألمانيا في Kreis Ostholstein. يقدر عدد سكانها بـ 13,036 نسمة .

## المدن التوأمة
مدن نيرينغا، Orth an der Donau و Rødby هي مدن توأمة لـفهمارن.

## معرض صور

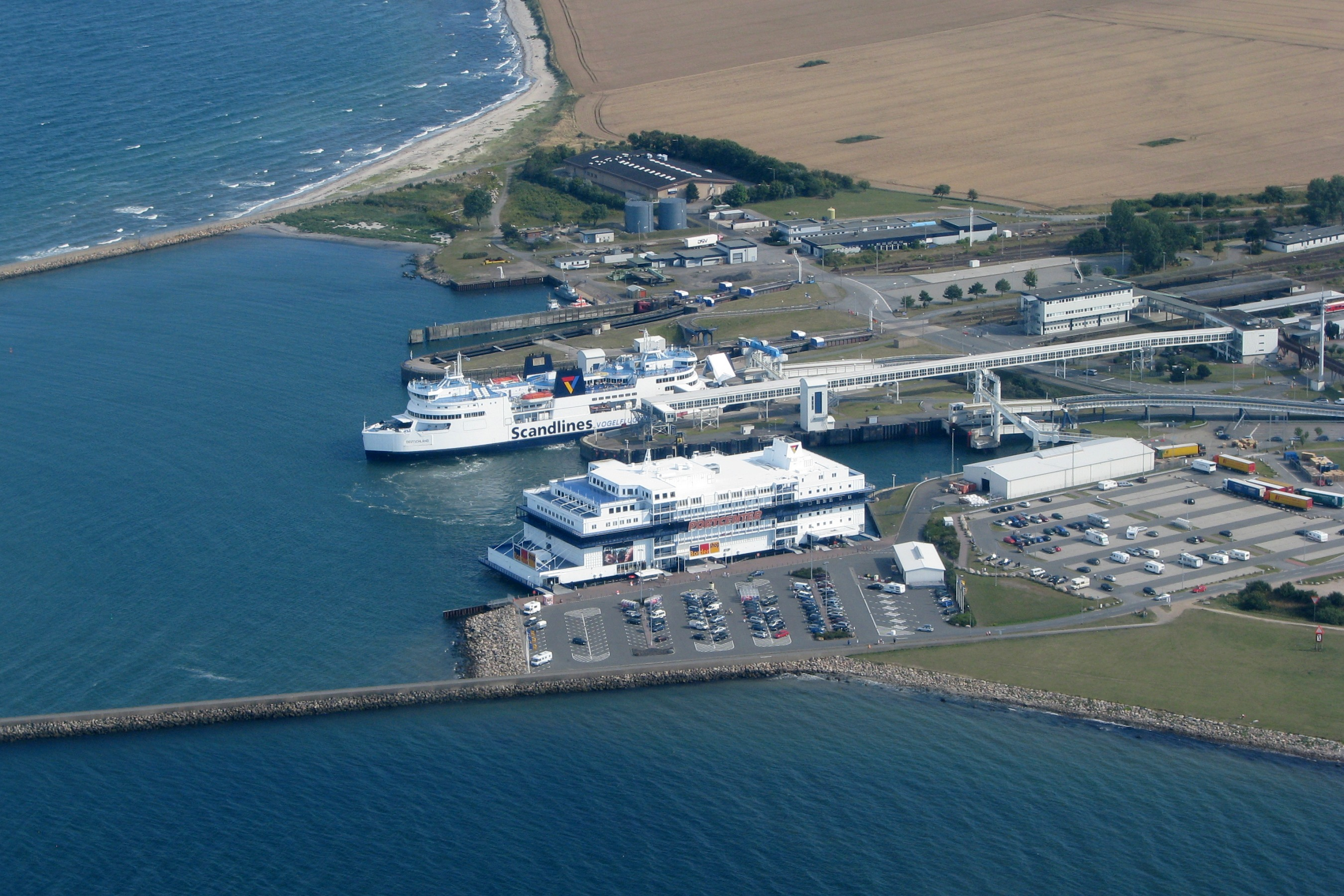
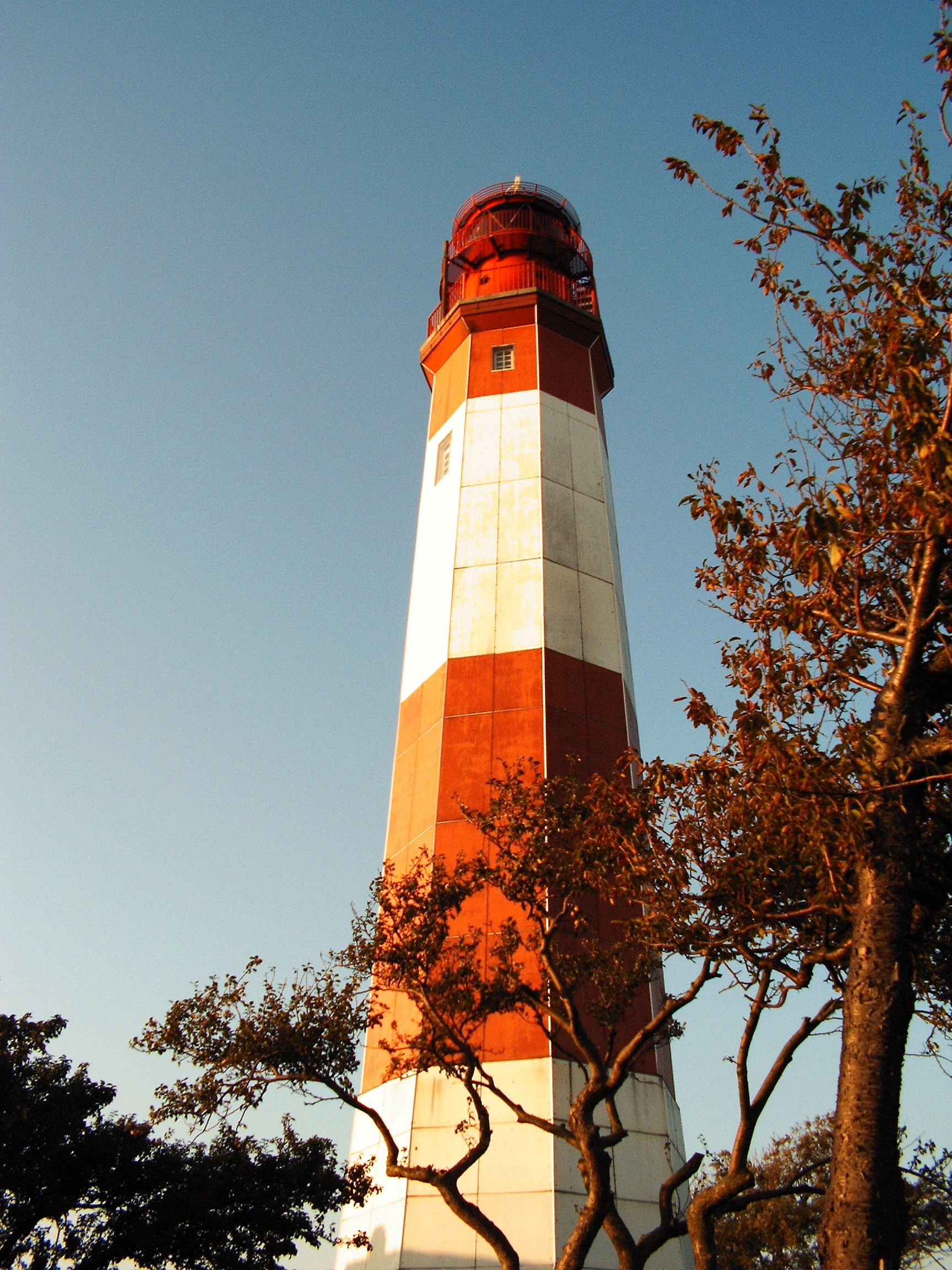
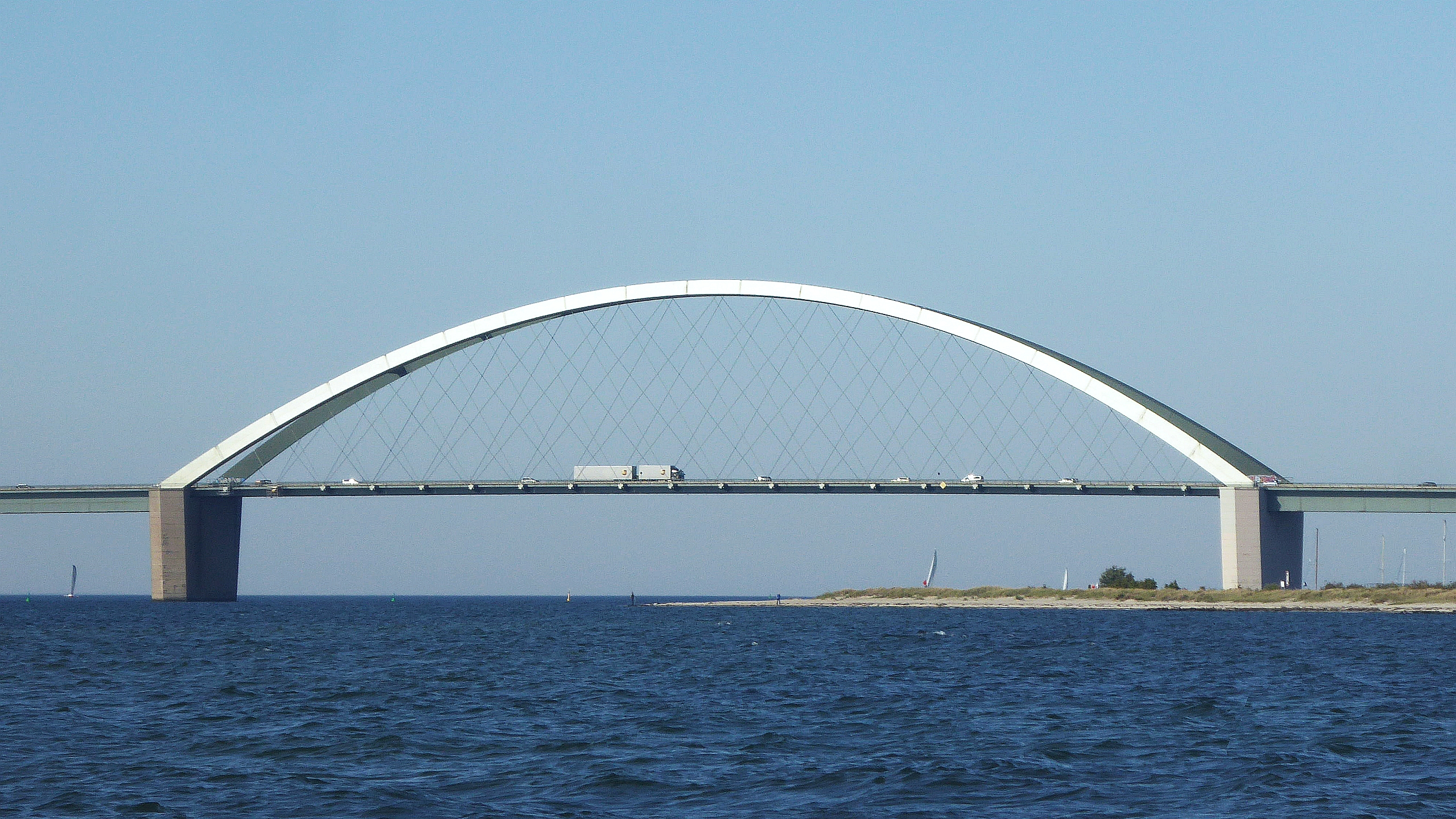
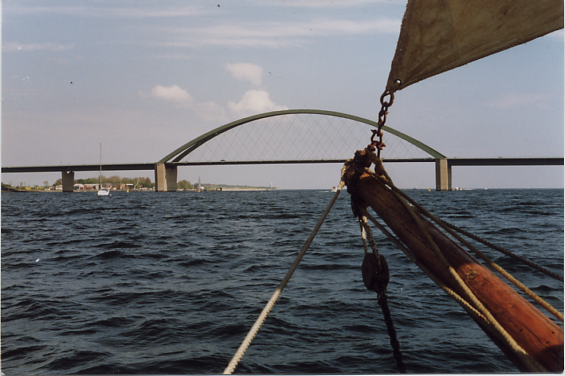
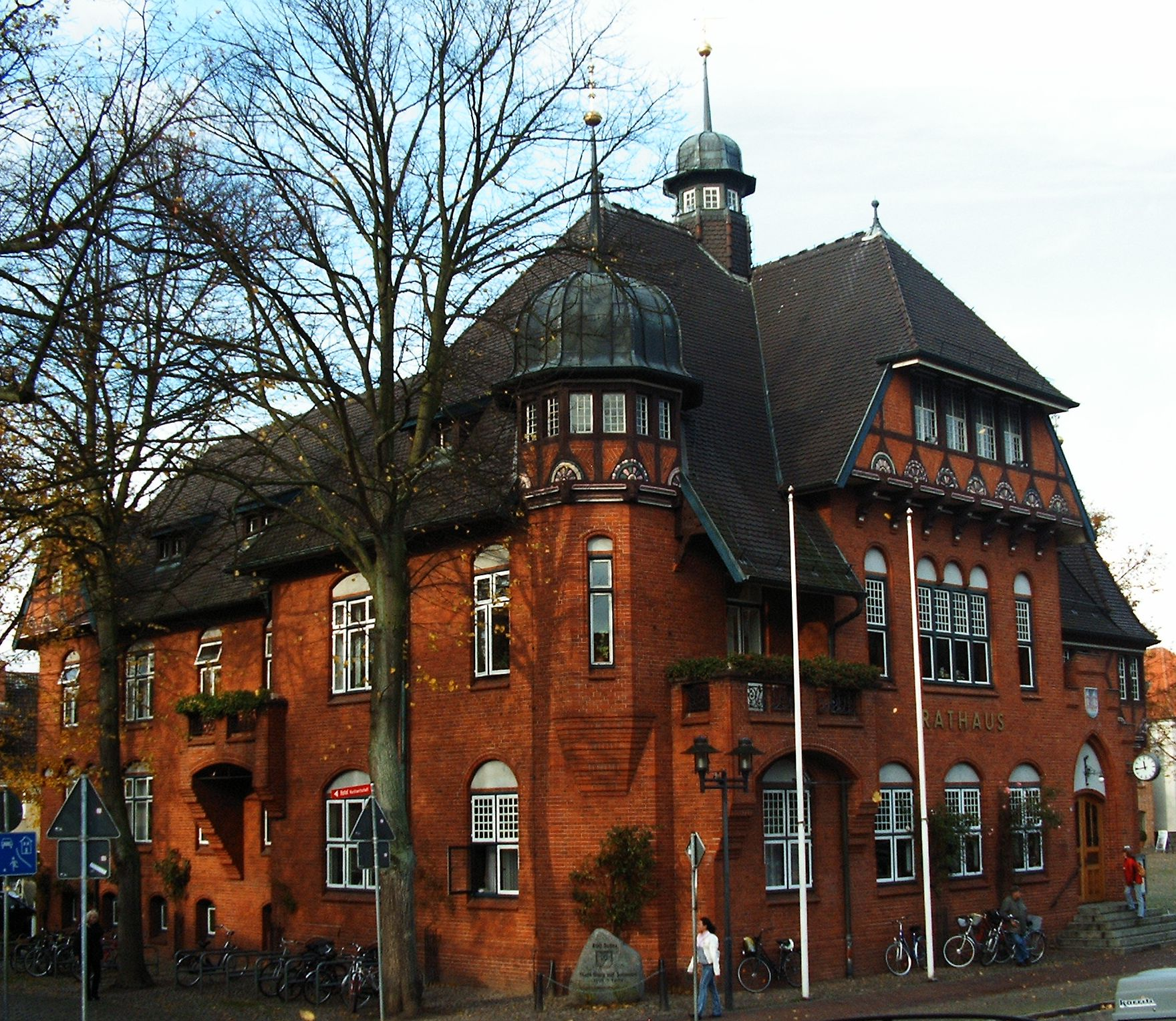